# Lesley Thompson
Lesley Thompson, född den 20 september 1959 i Toronto i Kanada, är en kanadensisk roddare.
Hon tog OS-silver i åtta med styrman i samband med de olympiska roddtävlingarna 2012 i London.